# Alexandre Stuart (ecclésiastique)
Pour les articles homonymes, voir Alexandre Stuart et Stuart.
Alexandre Stuart (né vers 1493 – mort au combat à Flodden Field le 9 septembre 1513), disciple d’Érasme, fut archevêque de St Andrews et Lord Chancelier d'Écosse.

## Biographie
Alexandre est un fils naturel de Jacques IV d'Écosse et de sa maîtresse Marion Boyd (cette dernière était une nièce du comte d'Angus Archibald Douglas). Alexander était le frère aîné de  Catherine Stewart (de mêmes parents que lui), et un demi-frère de Jacques V et de bâtards du roi Jacques IV : Jacques Stewart, Margaret Stewart et Janet Stewart.
Tout jeune, on prépara Alexandre à une carrière ecclésiastique. Il avait quatre ans lorsque son père obtint du pape Jules II une dispense d’illégitimité lui permettant de devenir prêtre. En septembre 1502 il était ordonné archidiacre, et lorsqu'en 1504 son oncle le duc Jacques de Ross mourut, le roi le choisit comme nouvel archevêque de St Andrews. Alexander n'avait alors que 11 ans, ce qui signifiait que son père percevrait les bénéfices de St Andrews jusqu'à la majorité d'Alexander (soit 27 ans).
Alexandre bénéficia d'une éducation très soignée, d'abord sous la direction de James Watson, futur Doyen de la faculté des Arts de St Andrews, puis de Patrick Paniter de qui il semble être resté très proche. En 1507 Alexander Stewart fut envoyé en France à bord du navire Treasurer. Il continua d'étudier aux Pays-Bas, puis en 1507 en Italie. À Padoue, il apprit la rhétorique et le grec ancien avec Érasme, lequel devait écrire un émouvant éloge en apprenant la mort de son ancien élève à la bataille de Flodden field : Érasme y évoque leur séjour à Sienne, où après les études du matin, Alexander jouait du monocorde, de la flûte à bec ou du luth. Alexander rentra en Écosse en 1510 et devint Lord Chancelier d'Écosse à 17 ans.
Réputé pour sa myopie, qui était peut-être une conséquence des longues heures d'études à la bougie, Alexandre fut en 1511 le cofondateur de St Leonard's College à St Andrews, dont on peut encore visiter la chapelle (le clocher d'origine a été détruit). Il subsiste aussi dans l'université un portail en pierres arborant ses armoiries. Il trouva la mort aux côtés de son père à la bataille de Flodden Field.